# Peyriat
Peyriat est une commune française, située dans le département de l'Ain en région Auvergne-Rhône-Alpes. Elle se situe dans le Haut-Bugey, à environ 37 km de Bourg-en-Bresse.
Ses habitants sont appelés les Peyriatis.

## Géographie

### Localisation
Peyriat se situe au centre est du département de l'Ain dans le Haut Bugey, dans le massif du Jura. Son territoire communal, assez exigu, forme un quadrilatère assez régulier vallonné par les Monts Berthiand. Il est délimité par les communes de Nurieux-Volognat, Saint-Martin-du-Frêne, Maillat, Ceignes et Leyssard.
La commune comprend deux agglomérations, le village de Peyriat et le hameau de Giriat.
Il n'y a pas de véritable cours d'eau à Peyriat, des sources se forment par temps de pluie, mais le relief permet une évacuation rapide.

### Climat
Pour des articles plus généraux, voir Climat d'Auvergne-Rhône-Alpes et Climat de l'Ain.
En 2010, le climat de la commune est de type climat de montagne, selon une étude du CNRS s'appuyant sur une série de données couvrant la période 1971-2000. En 2020, Météo-France publie une typologie des climats de la France métropolitaine dans laquelle la commune est exposée à un climat de montagne ou de marges de montagne et est dans la région climatique Jura, caractérisée par une forte pluviométrie en toutes saisons (1 000 à 1 500 mm/an), des hivers rigoureux et un ensoleillement médiocre.
Pour la période 1971-2000, la température annuelle moyenne est de 9,5 °C, avec une amplitude thermique annuelle de 17,1 °C. Le cumul annuel moyen de précipitations est de 1 588 mm, avec 11,7 jours de précipitations en janvier et 9 jours en juillet. Pour la période 1991-2020, la température moyenne annuelle observée sur la station météorologique de Météo-France la plus proche, « Vieu », sur la commune de Vieu-d'Izenave à 8 km à vol d'oiseau, est de 9,4 °C et le cumul annuel moyen de précipitations est de 1 610,3 mm,. Pour l'avenir, les paramètres climatiques de la commune estimés pour 2050 selon différents scénarios d'émission de gaz à effet de serre sont consultables sur un site dédié publié par Météo-France en novembre 2022.

## Urbanisme

### Typologie
Au 1er janvier 2024, Peyriat est catégorisée commune rurale à habitat dispersé, selon la nouvelle grille communale de densité à 7 niveaux définie par l'Insee en 2022.
Elle est située hors unité urbaine. Par ailleurs la commune fait partie de l'aire d'attraction d'Oyonnax, dont elle est une commune de la couronne,. Cette aire, qui regroupe 40 communes, est catégorisée dans les aires de 50 000 à moins de 200 000 habitants,.

### Occupation des sols

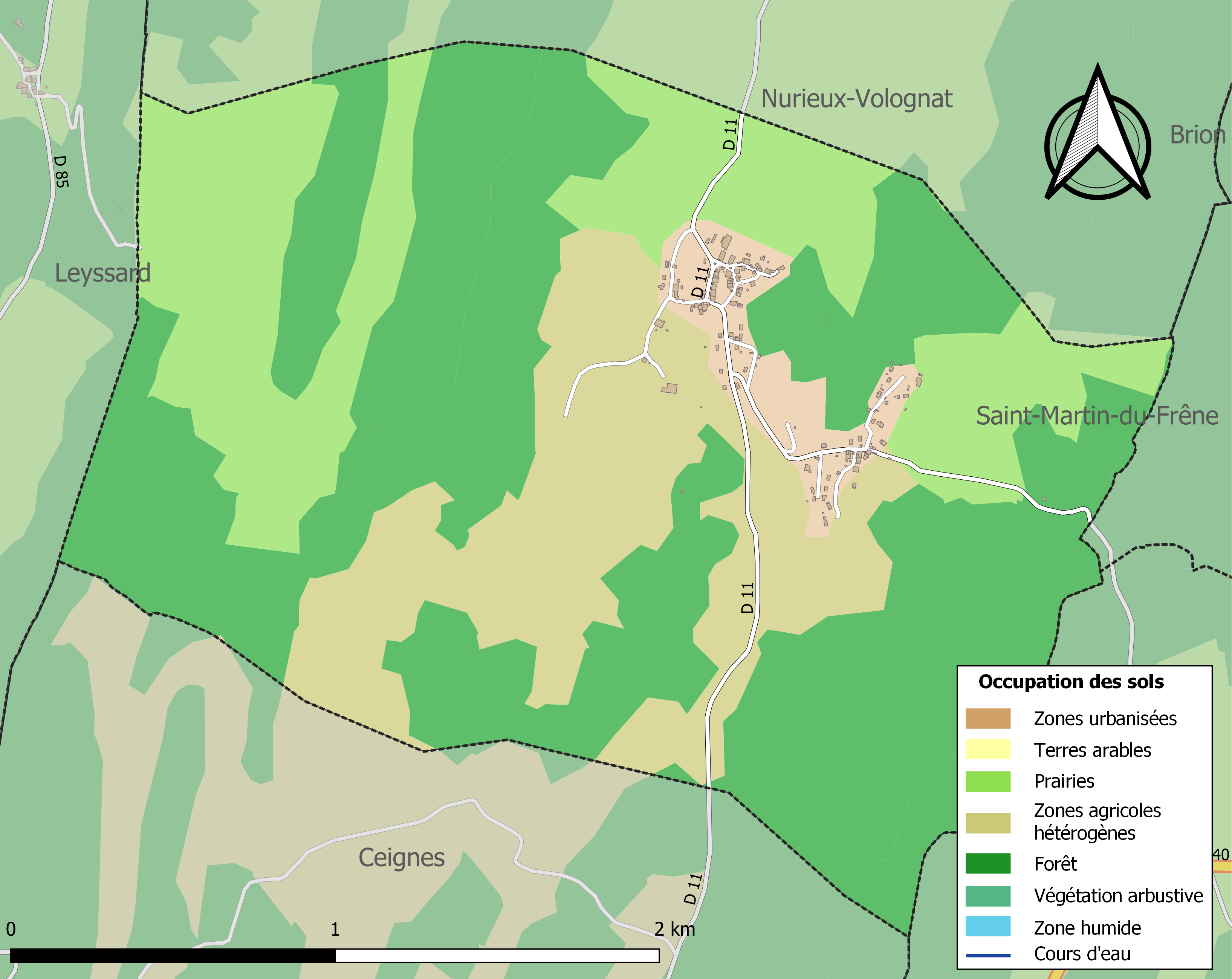
Carte des infrastructures et de l'occupation des sols de la commune en 2018 (CLC).

L'occupation des sols de la commune, telle qu'elle ressort de la base de données européenne d’occupation biophysique des sols Corine Land Cover (CLC), est marquée par l'importance des forêts et milieux semi-naturels (51,3 % en 2018), en diminution par rapport à 1990 (52,1 %). La répartition détaillée en 2018 est la suivante : 
forêts (51,3 %), prairies (23,2 %), zones agricoles hétérogènes (21,4 %), zones urbanisées (4,1 %).
L'évolution de l’occupation des sols de la commune et de ses infrastructures peut être observée sur les différentes représentations cartographiques du territoire : la carte de Cassini (XVIIIe siècle), la carte d'état-major (1820-1866) et les cartes ou photos aériennes de l'IGN pour la période actuelle (1950 à aujourd'hui).

### Logement
Le nombre total de logements dans la commune est de 71. Parmi ces logements, 77,5 % sont des résidences principales, 12,7 % sont des résidences secondaires et 9,9 % sont des logements vacants. Ces logements sont pour une part de 98,2 % des maisons individuelles, aucun appartement et enfin seulement 1,8 % sont des logements d'un autre type. La part d'habitants propriétaires de leur logement est de 76,4 %. Ce qui est supérieur à la moyenne nationale qui se monte à près de 55,3 %. En conséquence, la part de locataires est de 16,4 % sur l'ensemble des logements qui est inversement inférieur à la moyenne nationale qui est de 39,8 %. On peut noter également que 7,3 % des habitants de la commune sont des personnes logées gratuitement alors qu'au niveau de l'ensemble de la France le pourcentage est de 4,9 %. Toujours sur l'ensemble des logements de la commune, aucun ne sont des studios, 3,6 % sont des logements de deux pièces, 7,3 % en ont trois, 27,3 % des logements disposent de quatre pièces, et 61,8 % des logements ont cinq pièces ou plus.

### Voies de communication et transports
Le village se situe à environ 37 km de Bourg-en-Bresse et à 11 km de Nantua.
Les accès autoroutiers les plus proches sont :
- « La Croix Châlon » (autoroute A 404) sur la commune de Béard-Géovreissiat à 6 km.
- « St-Martin du Frêne » (autoroute A 40) sur la commune de Maillat à 5 km.

Peyriat est traversée par la route départementale 11 qui relie Cerdon à Matafelon-Granges. Une route communale (C1) permet d'accéder au hameau de Giriat, et de rejoindre Maillat. Un chemin non groudroné d'environ 5 km relie le village à Leyssard et à ses hameaux.

## Toponymie

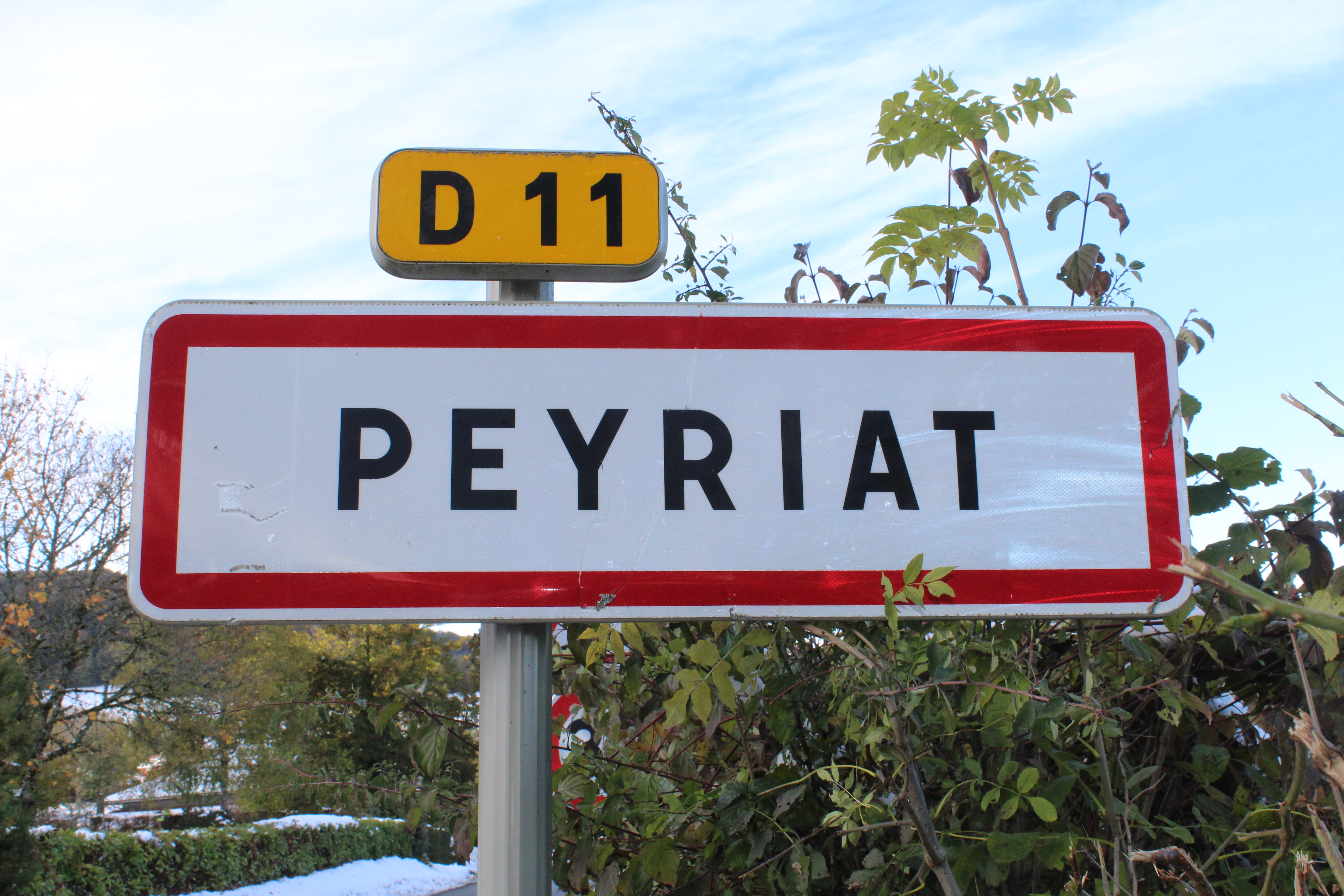
Panneau d'entrée sur la D 11 (sud).

La commune est son hameau ont connu plusieurs noms : de 1299 à 1369 l'appellation était Peyria puis Peria jusqu'en 1394, Peyriaz  jusqu'en 1789 pour enfin conserver Peyriat.
L'étymologie proposée est que Peyriat signifie : « lieu pierreux ou voie empierrée ».
À l'origine, en 1250, Giriat était Ciriacus puis Giria à partir de 1394. On pense que le nom vient de : « domaine appartenant à Cyrus ».

## Histoire

### Faits historiques
On retrouve à Peyriat des traces de l'occupation romaine et burgonde. À l'ouest, des anciens puits romains, (dont certains sont complètement effondrés) ont été récemment restaurés par une association d'Izernore. Les labours ont également permis de retrouver des fragments de poterie ou des tuiles.
Au Moyen Âge, d'abord dépendant des seigneurs de Coligny puis de ceux de Thoire, Peyriat passe sous domination savoyarde en 1402 et ceci jusqu'en 1601, date de rattachement des pays de l'Ain à la France, par le Traité de Lyon.
Avant 1789, Peyriat était un village de la paroisse et de la seigneurie de Volognat (élection de Belley, subdélégation de Nantua, mandement de Montréal, justice du comté de Montréal). Le cahier des doléances des villages de Peyriat et de Giriat montre que leurs habitants vivent dans le plus grand dénuement.
Après de nombreux procès avec ses voisines, les limites de la commune sont définitivement établies en 1818.
Les deux guerres mondiales n'épargneront pas la population de la commune.
Le nombre d'habitants, en constante diminution depuis le milieu du XIXe siècle, atteindra un minimum de 85 habitants pour se redresser très sensiblement à partir des années 1970 avec l'apparition de constructions neuves dans le sud du village et dans le hameau de Giriat.

## Politique et administration

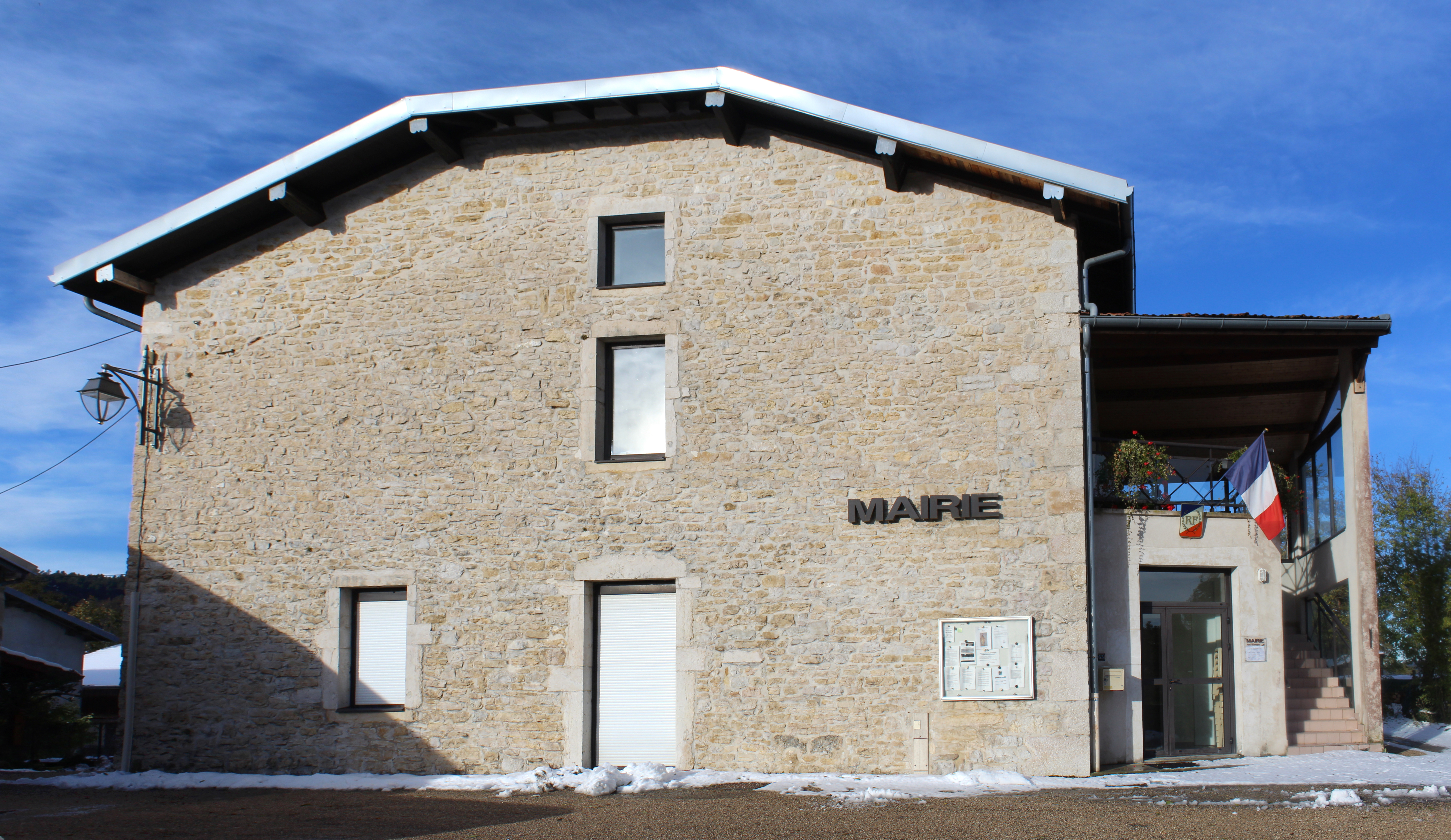
Mairie.

### Administration municipale
Le conseil municipal de Peyriat comprend 11 membres, dont le maire et 2 adjoints.

### Liste des maires
Liste de l'ensemble des maires qui se sont succédé à la mairie de la commune :

## Population et société

### Démographie
L'évolution du nombre d'habitants est connue à travers les recensements de la population effectués dans la commune depuis 1793. Pour les communes de moins de 10 000 habitants, une enquête de recensement portant sur toute la population est réalisée tous les cinq ans, les populations de référence des années intermédiaires étant quant à elles estimées par interpolation ou extrapolation. Pour la commune, le premier recensement exhaustif entrant dans le cadre du nouveau dispositif a été réalisé en 2007.
En 2022, la commune comptait 150 habitants, en évolution de −8,54 % par rapport à 2016 (Ain : +5,15 %, France hors Mayotte : +2,11 %).
| 1793 | 1800 | 1806 | 1821 | 1831 | 1836 | 1841 | 1846 | 1851 |
| ---- | ---- | ---- | ---- | ---- | ---- | ---- | ---- | ---- |
| 212  | 223  | 289  | 288  | 258  | 245  | 259  | 284  | 246  |

| 1856 | 1861 | 1866 | 1872 | 1876 | 1881 | 1886 | 1891 | 1896 |
| ---- | ---- | ---- | ---- | ---- | ---- | ---- | ---- | ---- |
| 235  | 238  | 233  | 217  | 205  | 200  | 186  | 174  | 152  |

| 1901 | 1906 | 1911 | 1921 | 1926 | 1931 | 1936 | 1946 | 1954 |
| ---- | ---- | ---- | ---- | ---- | ---- | ---- | ---- | ---- |
| 140  | 148  | 138  | 108  | 114  | 104  | 107  | 106  | 106  |

| 1962 | 1968 | 1975 | 1982 | 1990 | 1999 | 2006 | 2007 | 2012 |
| ---- | ---- | ---- | ---- | ---- | ---- | ---- | ---- | ---- |
| 97   | 85   | 87   | 120  | 154  | 158  | 165  | 166  | 174  |

| 2017 | 2022 | - | - | - | - | - | - | - |
| ---- | ---- | - | - | - | - | - | - | - |
| 157  | 150  | - | - | - | - | - | - | - |

### Enseignement
L'école se trouvait dans le bâtiment de la mairie, rénové en 1880. La dernière classe s'est tenue en 1972.
Les enfants de la commune sont scolarisés aujourd'hui à l'école primaire intercommunale Maillat-Peyriat, à Maillat.
Le collège le plus proche de Peyriat est le collège Théodore-Rosset de Montréal-la-Cluse. Le département de l'Ain met à disposition un transport scolaire gratuit le matin et le soir.
Il en est de même pour le transport jusqu'au lycée. Peyriat se situe dans le secteur du lycée "Xavier-Bichat" de Nantua, mais certaines navettes permettent aux jeunes d'aller jusqu'aux lycées "Arbez-Carme" de Bellignat ou "Paul-Painlevé" d'Oyonnax suivant les orientations choisies.

### Santé
Les pharmacies les plus proches sont celles d'Izernore de Saint-Martin-du-Frêne et de Montréal-la-Cluse. Des cabinets médicaux y sont également implantés.
Peyriat se situe dans le secteur du centre hospitalier du Haut-Bugey à Oyonnax. Ce bâtiment ouvert en 2007 a permis le regroupement des hôpitaux d'Oyonnax et de Nantua qui dataient de l'avant-guerre, mais également une mise aux normes de leurs infrastructures.

## Économie

### Emploi et revenus de la population
Pendant longtemps, l'unique source de revenu des Peyriatis était l'agriculture. Il ne reste maintenant que trois exploitations agricoles, la grande majorité des habitants allant travailler dans les bassins d'emploi de Nantua et d'Oyonnax.

## Culture et patrimoine

### Monuments et lieux touristiques

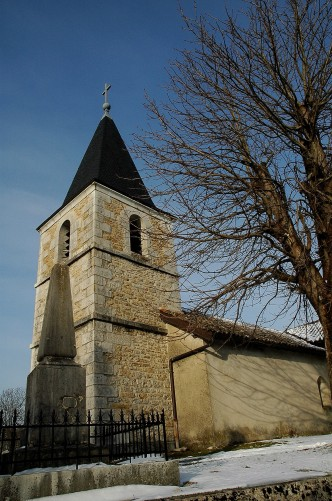
Église et monument aux morts.

- L'église, placée sous le vocable de Saint Brice, est datée du XIVe siècle mais pourrait avoir été construite sur l'emplacement d'un bâtiment beaucoup plus ancien. En effet, située en haut de colline à l'extrémité du village, elle surplombe la plaine d'Izernore. La vue s'étend des prés de Volognat jusqu'aux monts du Jura (Pic d'Oliferne), ce qui aurait en faire un poste d'observation très utile pour surveiller d'éventuels mouvements de population venant du nord. Remaniée aux XVe et XVIe siècles, elle prend son aspect actuel à la fin du XIXe siècle avec la destruction du porche et la construction à la place de ce dernier d'un clocher à escalier à vis. En 1969, la restauration de l'intérieur de l'édifice a mis au jour une niche dans le mur de du chœur. Datée du XIVe siècle, ses couleurs d'origine (ocre et vermillon) sont toujours visibles. À la base des jambages, deux têtes, dont l'une est mitrée, se font face. Elles sont supposées être les représentations de saint Martin, et de son disciple saint Brice.

Galerie de photos
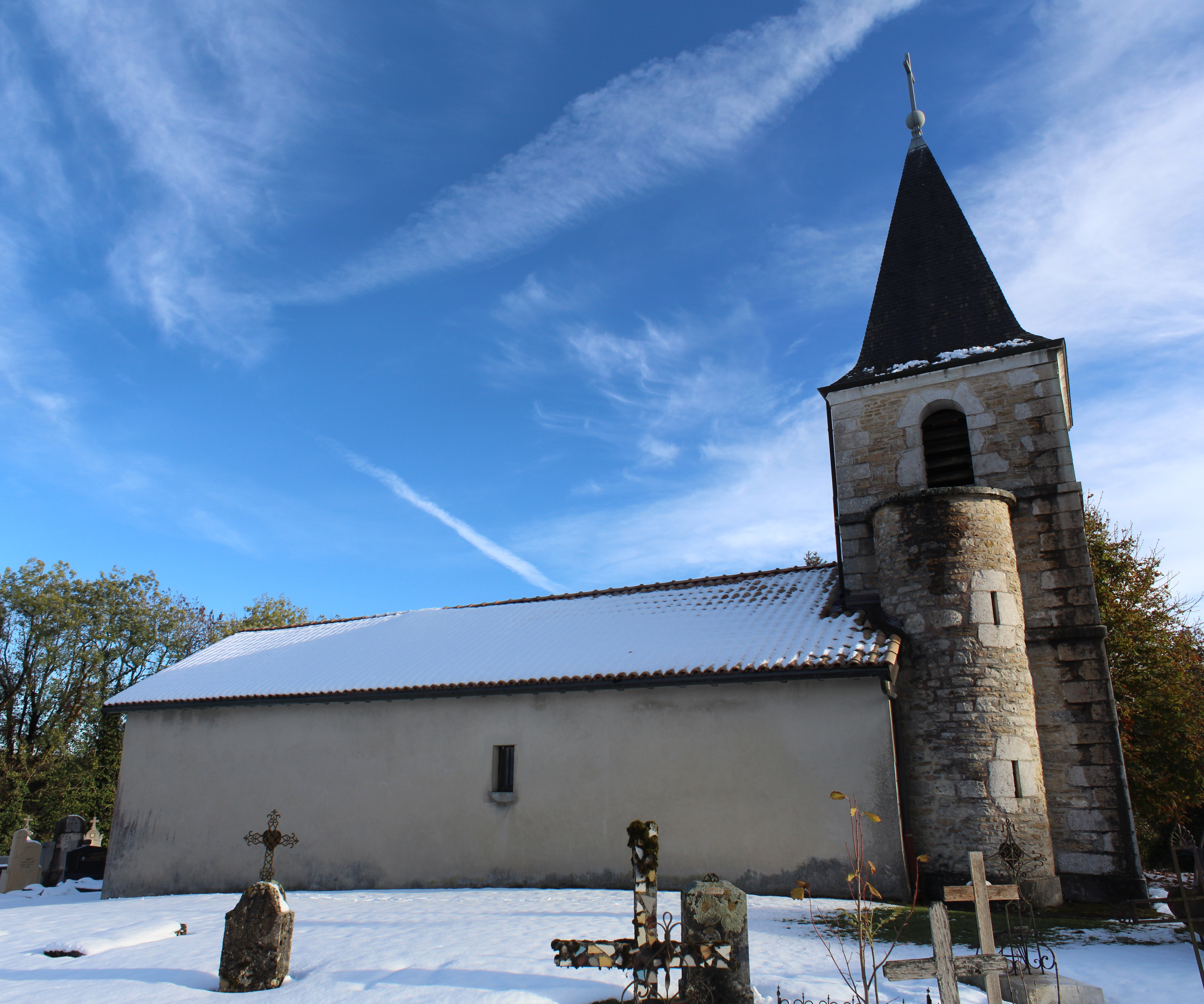
L'église sous la neige.
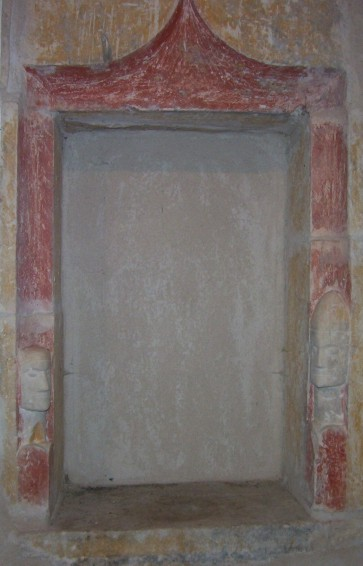
Niche du chœur de l'église.
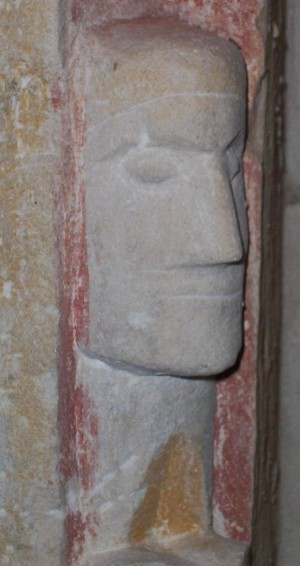
Saint Brice.
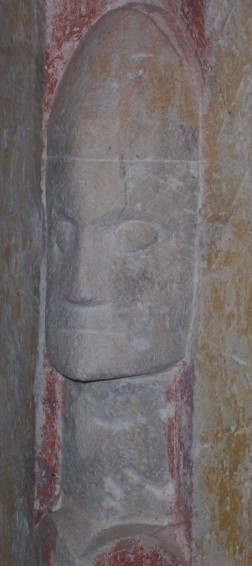
Saint Martin.

- Vestige des puits romains de Vieillat, restaurés au cours des années 2000 par une association locale.
- Petit patrimoine récemment restauré : mairie, prise d'eau dite de la Fontaine, bac-lavoir de Vieillat (Giriat) four banal de Giriat, et croix situées aux entrées des villages de Peyriat et de Giriat (et au cimetière) de différentes époques (XVIe, XVIIe et XIXe siècles).

#### Patrimoine naturel
Points de vue sur la Bresse, le Mont Blanc et la vallée de l'Ain au lieu-dit Champdollan.

### Littérature
Peyriat est cité dans le roman d'Alexandre Dumas Les Blancs et les Bleus paru en 1867. On lit au chapitre 7 : « Dix hommes à cheval, emmenant avec eux un prisonnier, ne passent pas inaperçus. Il s'agit de trouver des gens venant de Saint-Germain et de [Chézery] et de s'informer d'eux s'ils ont vu des cavaliers allant du côté du Pays de Gex, et d'en trouver d'autres venant de [Volognat] ou de Peyriat et de s'informer d'eux si au contraire, ils ont vu des cavaliers allant du côté de Bourg. »

### Gastronomie
Tarte à la lie (galette couverte de purée de pommes de terre et de poireaux cuits dans la lie de noix).

### Personnalités liées à la commune
Ludivine Munos (Loiseau), nageuse handisport qui a remporté trois médailles d’or paralympique et sacrée six fois championne du monde a vécu une partie de son adolescence à Peyriat.